# Квебекская крепость

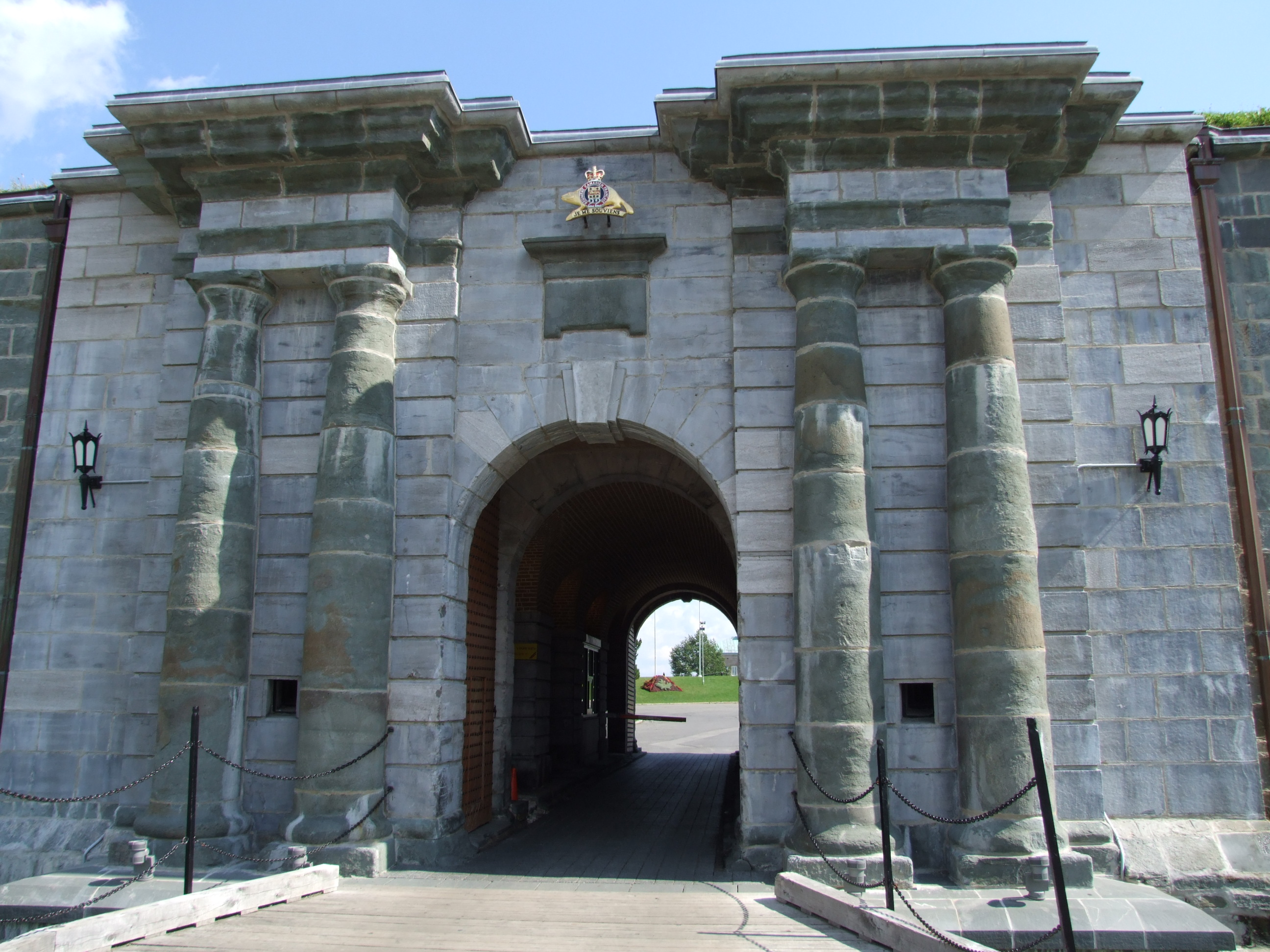
Главный вход в Крепость

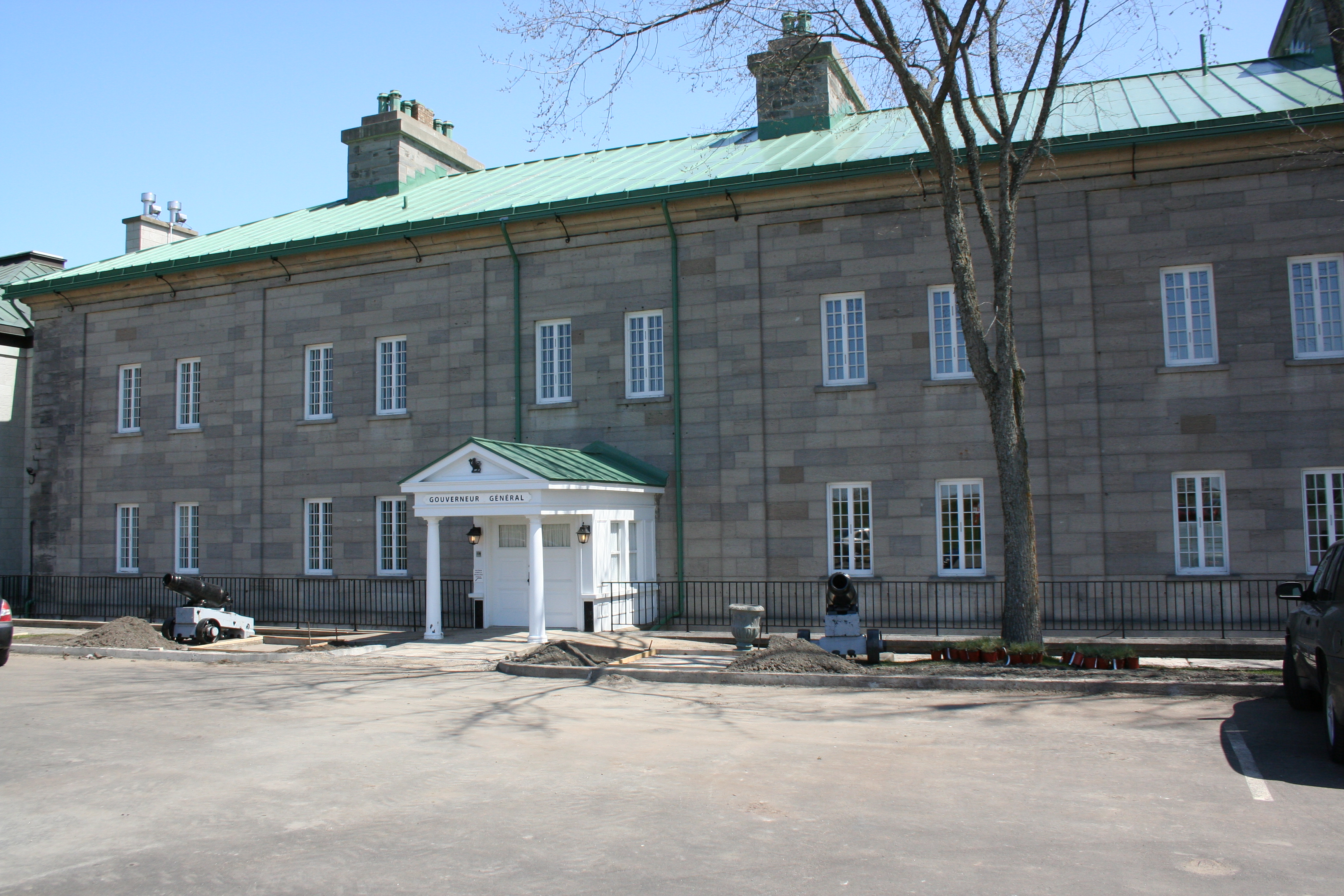
Резиденция генерал-губернатора Канады

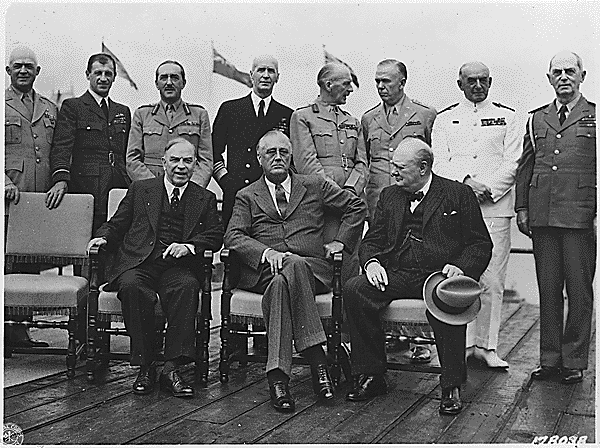
В Квебекской крепости состоялись две встречи глав государств-союзников во время Второй мировой войны. На снимке, сделанном в 1943, можно увидеть Уильяма Лайона Макензи Кинга, Франклина Д. Рузвельта и Уинстона Черчилля в окружении ряда союзнических генералов.

Квебе́кская кре́пость (фр. Citadelle de Québec) — военное укрепление, расположенное на мысе Диаман в городе Квебек. Прилегая к Полям Абраама, она является неотъемлемой частью укреплений старого города. Квебек — единственный город в Северной Америке, сохранивший ансамбль своих военных оборонительных сооружений.
Рядом с этой углублённой крепостью — то есть расположенной на ровной поверхности, что типично для конца XVIII—начала XIX века,— находится здание Парламента Квебека, а также ряд других правительственных зданий и крупных гостиниц.

## История
Первый временный пояс укреплений строился с 1690 по просьбе Луи де Бюада, графа Фронтенакского. Нападение адмирала Фипса и его новоанглийского флота в 1690 вызывает в городе Квебеке настоящий страх осады по-европейски. С 1693 по планам Жозюэ Буабертело де Бокура строится новый пояс укреплений для замены старого временного укрепления. Между 1700 и 1720 город становится огромной стройкой множества одиноких, неполных и неадекватных укреплений, и в 1721 метрополия отказывается заканчивать квебекские оборонительные работы, считая их менее значимыми, чем работы в Монреале и Луибуре. В 1701 французским инженером Жаком Левассёр де Нере разрабатывается план укреплений, его утверждает генеральный комиссар по укреплениям Людовика XIV. Однако лишь в 1745 в панике вследствие капитуляции Луибура губернатор Боарнуа разрешает возведение пояса укреплений полностью из камня под руководством военного инженера Гаспар-Жозефа Шосегро де Лери.
Строительство крепости было завершено лишь во время войны 1812 года. Укрепления в форме звезды, сохранившиеся до настоящего времени, были построены между 1820 и 1831 под руководством британского подполковника и королевского инженера Элайаса Уокера Дернфорда и включают в себя участок французской оборонительной стены 1745 года. Они должны были служить опорным пунктом британских войск для обеспечения безопасности высот мыса Диамана при возможном вторжении из США.
Большинство укреплений города Квебека (который был окружён ими) сохранилось, благодаря вмешательству Фредерика Гамильтон-Тэмпл-Блэквуда, лорда Дафферина, генерал-губернатора Канады с 1872 по 1878, сделавшего Крепость своей официальной резиденцией.
В Крепости проходили Квебекские конференции 1943 и 1944, в ходе которых Уинстон Черчилль, Франклин Д. Рузвельт и Уильям Лайон Макензи Кинг обсуждали стратегию во Второй мировой войне.
С 1920 Крепость является местом сбора Королевского 22-го полка Канадских вооружённых сил. Вдобавок к использованию её в качестве военного сооружения, она по-прежнему является официальной резиденцией генерал-губернатора Канады, по традиции проводящего в ней несколько недель в году. Основной резиденцией генерал-губернатора остаётся Ридо-холл в городе Оттаве.